# 李潤澤
李潤澤（韩语：／，1952年7月9日—），大韩民国釜山广域市 人，韩国现代诗人、导演。
李潤澤早年毕业于慶南高等學校，后于1979年在韓國放送通訊大學初等教育系毕业。1979年，他在《现代诗学》发表《天体修业》、《鬼火》，之后进入文坛。20世纪90年代之后，他开始涉足戏剧。

## 文学作品
李潤澤的诗歌代表作包括《时间》《暴力集团》《自由城市》《我们正向日内瓦走去》等。代表性的诗论作品有《市民文学论》、《大众的诗》等。他出版了诗集《市民》《舞迷的故事》，评论集《我们时代的同人志文学》
李润泽的诗作批判现代文明、抵抗现代都市小市民的生活，追求民主、自由，颂扬乌托邦式的生活。

## 性骚扰丑闻
2018年2月，多名韩国艺人曝光了李润泽的性骚扰行为。2月17日，韩国剧作家协会将他除名。19日，李润泽向被侵犯的演员公开道歉，表示自己愿接受任何惩罚，包括法律责任。3月17日，韩国警方传唤李润泽。审讯中，他承认了部分指控。据报道，自1999年至2016年6月，李润泽经常骚扰16名话剧团成员。19日，韩国警方申请拘捕李润泽。